# Vachel Lindsay
Nicholas Vachel Lindsay (Springfield, 10 de noviembre de 1879 - 5 de diciembre de 1931) fue un poeta estadounidense.
Hijo de un acaudalado médico, estudió medicina en el Hiram College de Ohio ente 1897 y 1900, pero no llegó a interesarse por esta disciplina, así que marchó a Chicago a estudiar dibujo en su Art Institute de 1900 a 1903. En 1904 marchó a la New York School of Art (ahora The New School) para seguir estudiando; muy pronto empezó a viajar por el país cantando y dramatizando sus propios poemas, compuestos en su mayoría en versículo, en lecturas públicas; predicaba "el evangelio de la belleza" y vivía de la venta de un libro titulado Versos para ser cambiados por pan; gracias a ello dio a la poesía nuevos ritmos musicales de inspiración oral. En 1913 la revista Poetry de Chicago publicó dos de sus poemas patrióticos, ganadores del concurso que la misma había convocado, dentro de una serie que había consagrado a figuras populares como Johnny Appleseed, John Peter Altgeld y Alexander Campbell entre otros. Con una ilimitada fe en su país, vivió en la pobreza, sufrió una depresión y se suicidó a los 52 años bebiendo una botella de desinfectante.
Entre sus libros notables están Rhymes To Be Traded for Bread (1912), General William Booth Enters into Heaven (1913), The Congo and Other Poems (1914) y The Chinese Nightingale (1917). Contó sus viajes a través del país en A Handy Guide for Beggars (1916) y Adventures While Preaching the Gospel of Beauty (1914). También compuso un estudio clásico sobre el nuevo arte del cine, The Art of the Moving Picture (1915) y una novela visionaria, The Golden Book of Springfield (1920). 